# 프라 안젤리코
프라 안젤리코(Fra Angelico, 1390/95년 ~ 1455년 2월 18일)는 이탈리아의 르네상스 시대의 화가이다. 원래 이름은 귀도 디 피에트로(Guido di Pietro)이다. 바사리(Vasari)의 기록에 따르면 '이 헌신적인 수도사는 기도치 않으면 붓을 들지 않았고 십자가상의 그리스도를 그릴 때면 언제나 볼에 눈물이 흘렀다'고 하는데, '천사와 같은 수도사(Fra Angelico)'이라는 말은 당시 수도사들의 그에 대한 경의의 표현이었고 오늘날도 그렇게 불린다. 1417년 San Niccolo di Bari의 형제회에 가입했고, 1418년 Santo Stefano al Ponte의 제단화를 그렸다는 기록이 있어 그가 수도사로서 살기 전 평신도 화가로 활동했음이 밝혀졌다. 1418/20년 Firenze 근교 Fiesole의 San Domenico 수도원의 성직자가 되었고 후에 수도원장이 되었다. 프레스코화에 뛰어났으며 피렌체파의 대표적인 화가이다. 작품으로 <수태 고지>, <성모의 대관>, <최후의 심판> 등이 있다.

## 주요 작품

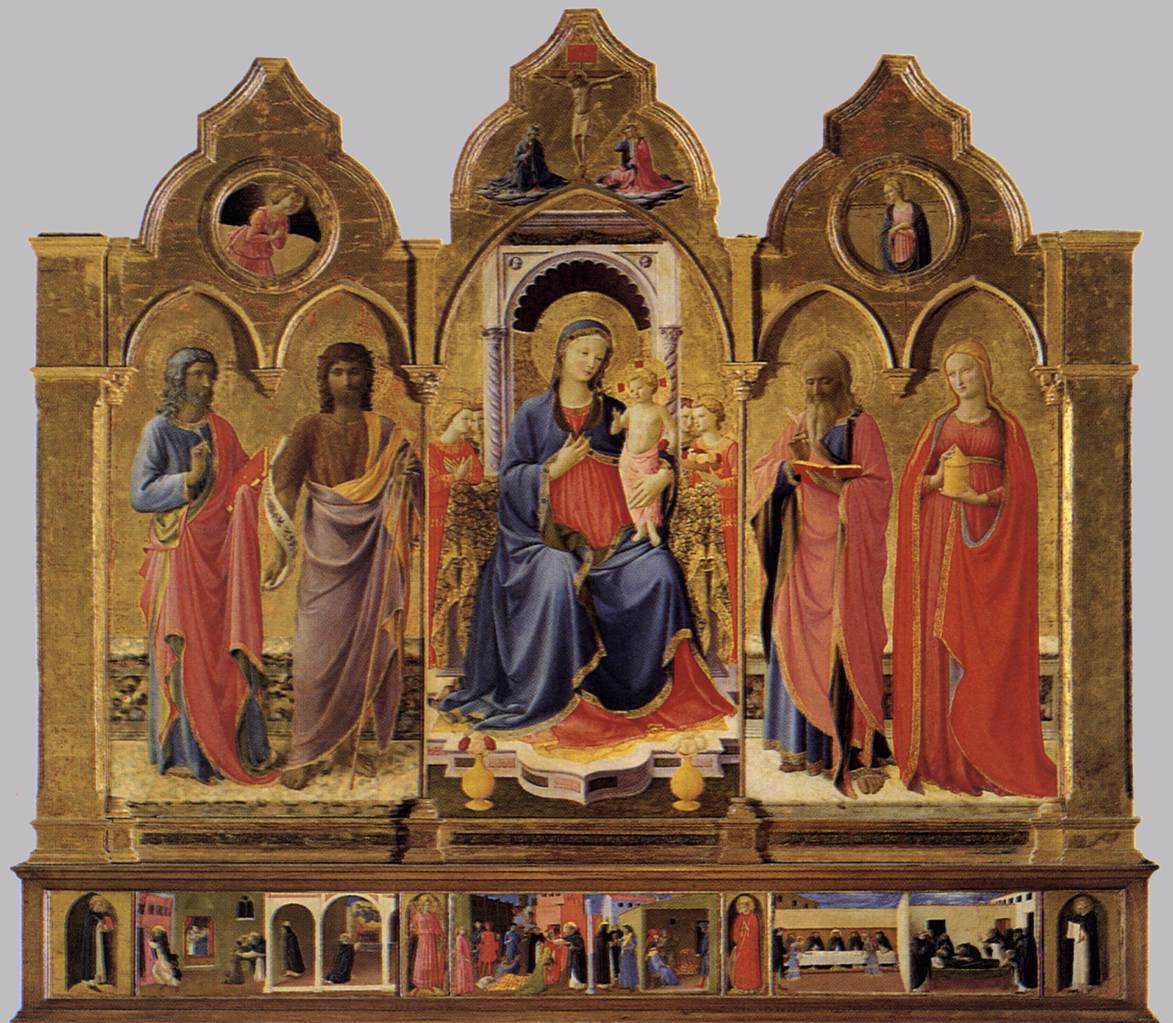
Cortona Triptych
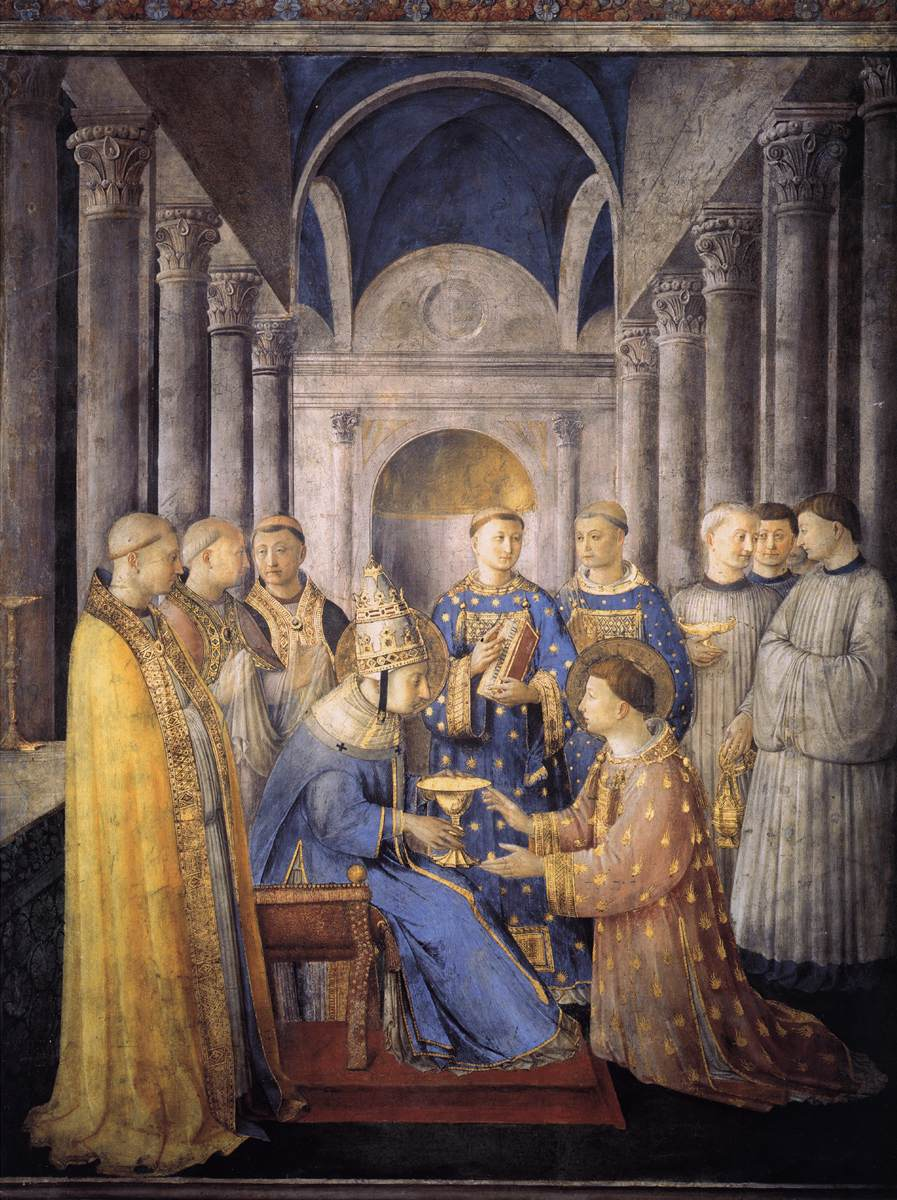
니콜리나 경당
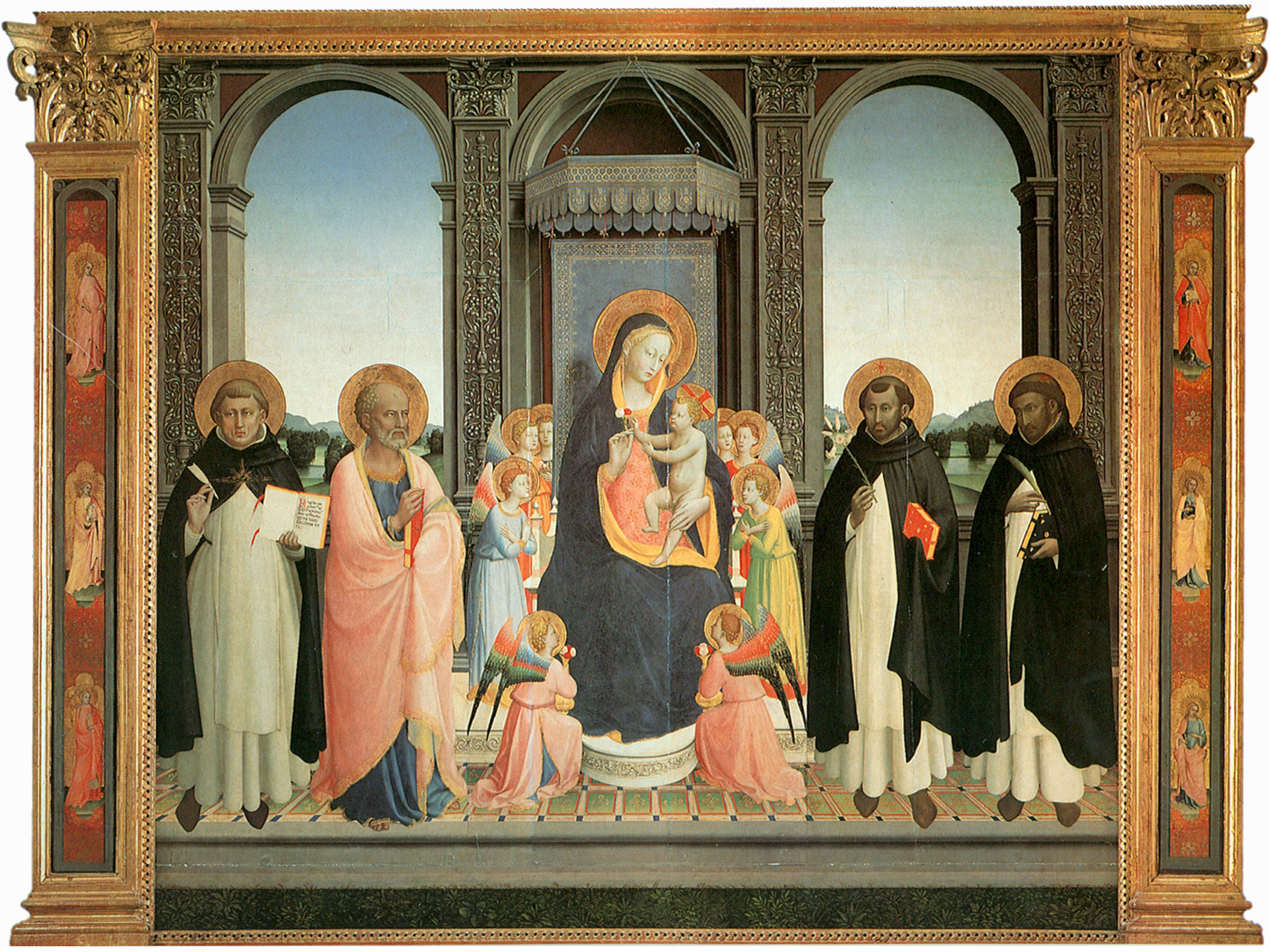
Fiesole Altarpiece
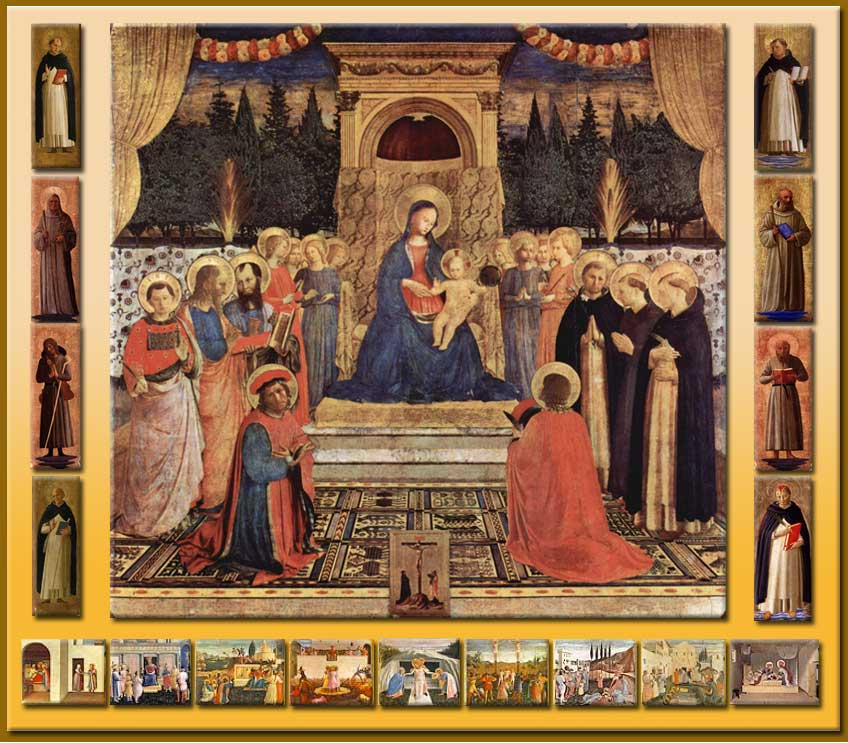
San Marco Altarpiece

## 같이 보기
- 서양화